# Aeroportul Pikangikum
Aeroportul Pikangikum (IATA: YPM, ICAO: CYPM) este un aeroport din Ontario, Canada ce deservește zona Pikangikum First Nation⁠(d). Aeroportul a fost tranzitat în 2021 de 4.182 de pasageri.
Situat la o altitudine de 340 m, aeroportul dispune de o singură pistă. Este operat de Government of Ontario⁠(d).